# Galatella tatarica
Galatella tatarica là một loài thực vật có hoa trong họ Cúc. Loài này được (Less.) Novopokr. mô tả khoa học đầu tiên năm 1918.